# باتريك هنري جونز
باتريك هنري جونز (بالإنجليزية: Patrick Henry Jones)‏ هو ضابط ومحامي أمريكي، ولد في 20 نوفمبر 1830 في مقاطعة وستميث في جمهورية أيرلندا، وتوفي في 18 يوليو 1900 في Port Richmond, Staten Island ‏ في الولايات المتحدة.